# NHL Winter Classic 2018

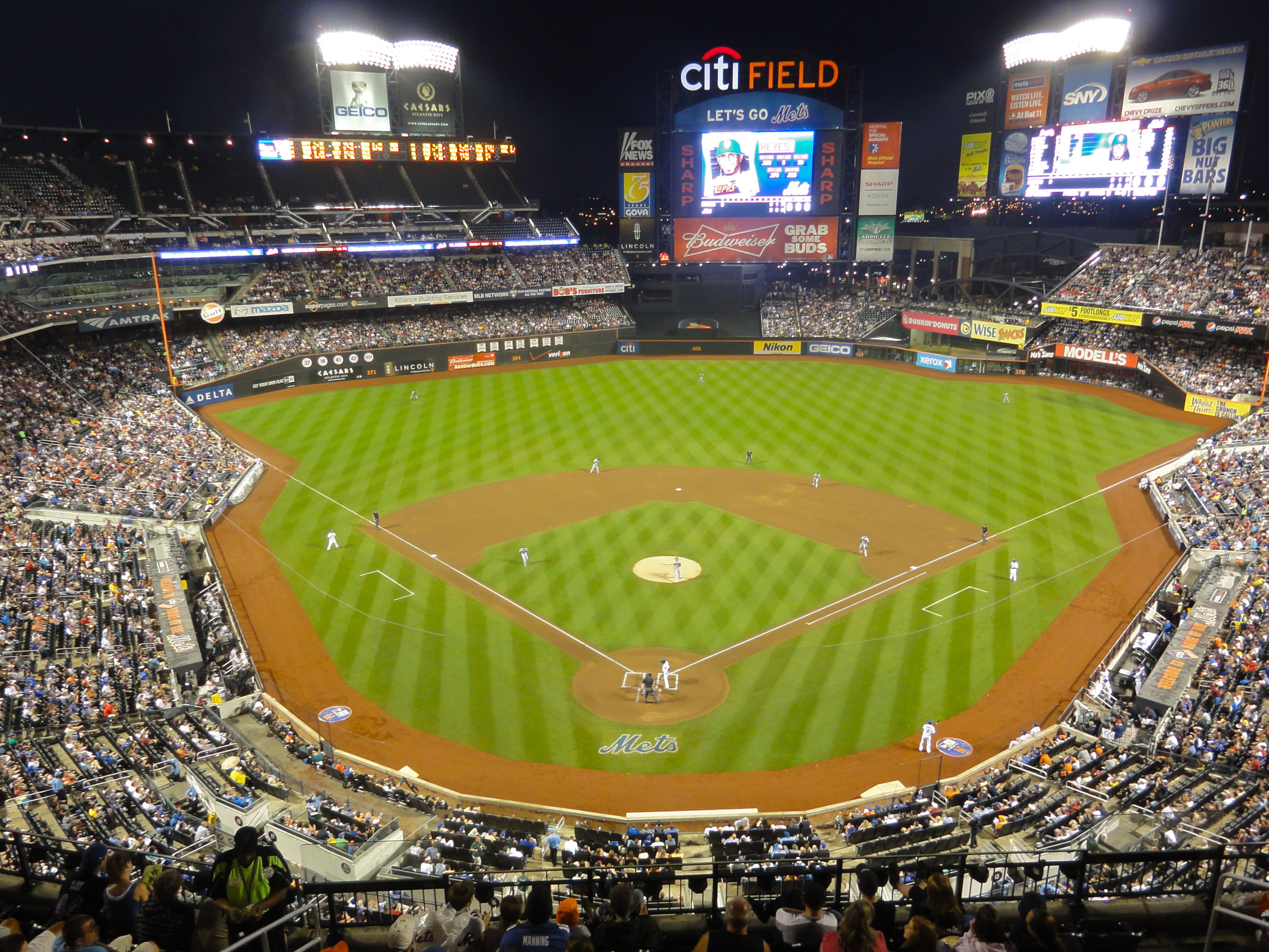
Citi Field stod värd för sportarrangemanget.

Bridgestone NHL Winter Classic 2018 var ett sportarrangemang i den nordamerikanska ishockeyligan National Hockey League (NHL) där en grundspelsmatch spelades utomhus mellan Buffalo Sabres och New York Rangers på Citi Field i New York, New York i USA den 1 januari 2018.

## Matchen

### Laguppställningarna
| Vänsterforwards   | Centrar           | Högerforwards      |
| ----------------- | ----------------- | ------------------ |
| Zemgus Girgensons | Jack Eichel (A)   | Sam Reinhart       |
| Evander Kane      | Ryan O'Reilly (A) | Kyle Okposo        |
| Benoît Pouliot    | Evan Rodrigues    | Jason Pominville   |
| Johan Larsson     | Jacob Josefson    | Jordan Nolan       |
| Backar            |                   | Backar             |
| Marco Scandella   |                   | Rasmus Ristolainen |
| Jake McCabe       |                   | Zach Bogosian (A)  |
| Nathan Beaulieu   |                   | Josh Gorges        |
|                   | Målvakter         |                    |
|                   | Robin Lehner      |                    |
|                   | Chad Johnson      |                    |
|                   | Tränare           |                    |
|                   | Phil Housley      |                    |

| Vänsterforwards   | Centrar          | Högerforwards         |
| ----------------- | ---------------- | --------------------- |
| Rick Nash (A)     | Mika Zibanejad   | Mats Zuccarello Aasen |
| Michael Grabner   | Kevin Hayes      | J.T. Miller           |
| Pavel Butjnevitj  | David Desharnais | Jimmy Vesey           |
| Paul Carey        | Cristoval Nieves | Jesper Fast           |
| Backar            |                  | Backar                |
| Kevin Shattenkirk |                  | Brendan Smith         |
| Nick Holden       |                  | Ryan McDonagh (C)     |
| Brady Skjei       |                  | Marc Staal (A)        |
|                   | Målvakter        |                       |
|                   | Henrik Lundqvist |                       |
|                   | Ondřej Pavelec   |                       |
|                   | Tränare          |                       |
|                   | Alain Vigneault  |                       |

### Resultatet
|  | 1 januari 2018 | Buffalo Sabres | 2 – 3 (Efter förlängning) | New York Rangers | Citi Field                                                                                                   | |
|  |                | Första perioden: — Andra perioden: Sam Reinhart (PP) (0:56) Assists: Okposo, Ristolainen Tredje perioden: Rasmus Ristolainen (0:27) Assists: O'Reilly, Okposo Förlängning: — | Rapport                   | Första perioden: (4:09) Paul Carey Assists: Fast, Nieves (8:20) Michael Grabner Assists: Hayes, Miller Andra perioden: — Tredje perioden: — Förlängning: (2:43) J.T. Miller (PP) Assists: Shattenkirk, Zuccarello | New York, New York, USA Publik: 41 821 Domare: Gord Dwyer, Chris Lee Linjedomare: Shane Heyer, Tony Sericolo | New York, New York, USA Publik: 41 821 Domare: Gord Dwyer, Chris Lee Linjedomare: Shane Heyer, Tony Sericolo |
|  |                | |                           | | New York, New York, USA Publik: 41 821 Domare: Gord Dwyer, Chris Lee Linjedomare: Shane Heyer, Tony Sericolo | New York, New York, USA Publik: 41 821 Domare: Gord Dwyer, Chris Lee Linjedomare: Shane Heyer, Tony Sericolo |
|  |                | |                           | | New York, New York, USA Publik: 41 821 Domare: Gord Dwyer, Chris Lee Linjedomare: Shane Heyer, Tony Sericolo | New York, New York, USA Publik: 41 821 Domare: Gord Dwyer, Chris Lee Linjedomare: Shane Heyer, Tony Sericolo |

#### Matchstatistik
|                     | Buffalo Sabres | New York Rangers |
| ------------------- | -------------- | ---------------- |
| Powerplay           | 1/5            | 1/3              |
| Tacklingar          | 32             | 27               |
| Vunna tekningar (%) | 55             | 45               |
| Blockerade skott    | 11             | 10               |
| Utvisningsminuter   | 6              | 10               |

| Period      | Buffalo Sabres | New York Rangers |
| ----------- | -------------- | ---------------- |
| Första      | 13             | 16               |
| Andra       | 11             | 10               |
| Tredje      | 8              | 12               |
| Förlängning | 1              | 4                |
| Totalt      | 33             | 42               |

#### Utvisningar
| Spelare         | Utvisning       | Utvisningsminuter | Tid             |
| Första perioden | Första perioden | Första perioden   | Första perioden |
| --------------- | --------------- | ----------------- | --------------- |
| Zach Bogosian   | Roughing        | 2:00              | 0:48            |
| Andra perioden  |                 |                   |                 |
| Zach Bogosian   | Holding         | 2:00              | 3:39            |
| Tredje perioden |                 |                   |                 |
| Förlängning     |                 |                   |                 |
| Jacob Josefson  | Tripping        | 2:00              | 3:15            |
| Källa:          |                 |                   |                 |

| Spelare                                            | Utvisning                 | Utvisningsminuter | Tid             |
| Första perioden                                    | Första perioden           | Första perioden   | Första perioden |
| -------------------------------------------------- | ------------------------- | ----------------- | --------------- |
| Brendan Smith                                      | Tripping                  | 2:00              | 13:59           |
| Kevin Hayes                                        | Hakning                   | 2:00              | 17:27           |
| Nick Holden                                        | Hakning                   | 2:00              | 19:37           |
| Andra perioden                                     |                           |                   |                 |
| J.T. Miller                                        | För många spelare på isen | 2:00              | 09:44           |
| Ryan McDonagh                                      | Tripping                  | 2:00              | 13:57           |
| Tredje perioden                                    |                           |                   |                 |
| Förlängning                                        |                           |                   |                 |
| Termer: Förseelser som leder till utvisningsstraff |                           |                   |                 |

### Statistik

#### Buffalo Sabres

##### Utespelare
| Spelare            | Mål | Assists | Poäng | +/− | Utvisningsminuter | Skott | Vunna tekningar (%) | Tacklingar | Tid på isen |
| ------------------ | --- | ------- | ----- | --- | ----------------- | ----- | ------------------- | ---------- | ----------- |
| Rasmus Ristolainen | 1   | 1       | 2     | +1  | 0                 | 2     | —                   | 1          | 26:00       |
| Kyle Okposo        | 0   | 2       | 2     | +1  | 0                 | 5     | —                   | 3          | 18:55       |
| Sam Reinhart       | 1   | 0       | 1     | -1  | 0                 | 2     | —                   | 2          | 18:06       |
| Ryan O'Reilly      | 0   | 1       | 1     | +1  | 0                 | 4     | 47                  | 1          | 22:12       |
| Nathan Beaulieu    | 0   | 0       | 0     | -1  | 0                 | 1     | —                   | 0          | 11:52       |
| Zach Bogosian      | 0   | 0       | 0     | -1  | 4                 | 1     | —                   | 2          | 19:44       |
| Jack Eichel        | 0   | 0       | 0     | -1  | 0                 | 4     | 58                  | 1          | 21:38       |
| Zemgus Girgensons  | 0   | 0       | 0     | -1  | 0                 | 2     | 0                   | 2          | 13:06       |
| Josh Gorges        | 0   | 0       | 0     | -1  | 0                 | 0     | —                   | 2          | 15:15       |
| Jacob Josefson     | 0   | 0       | 0     | 0   | 2                 | 0     | 73                  | 1          | 11:14       |
| Evander Kane       | 0   | 0       | 0     | +1  | 0                 | 4     | —                   | 4          | 20:19       |
| Johan Larsson      | 0   | 0       | 0     | 0   | 0                 | 1     | —                   | 3          | 11:39       |
| Jake McCabe        | 0   | 0       | 0     | -1  | 0                 | 1     | —                   | 0          | 19:49       |
| Jordan Nolan       | 0   | 0       | 0     | 0   | 0                 | 0     | —                   | 4          | 9:46        |
| Jason Pominville   | 0   | 0       | 0     | -1  | 0                 | 2     | —                   | 0          | 13:52       |
| Benoît Pouliot     | 0   | 0       | 0     | -1  | 0                 | 0     | 0                   | 2          | 11:19       |
| Evan Rodrigues     | 0   | 0       | 0     | -1  | 0                 | 2     | 70                  | 0          | 14:15       |
| Marco Scandella    | 0   | 0       | 0     | +1  | 0                 | 2     | —                   | 4          | 25:08       |
| Källa:             |     |         |       |     |                   |       |                     |            |             |

##### Målvakt
| Spelare      | Skott mot sig | Räddningar | Insläppta mål | Räddningsprocent | Utvisningsminuter | Tid på isen |
| ------------ | ------------- | ---------- | ------------- | ---------------- | ----------------- | ----------- |
| Robin Lehner | 42            | 39         | 3             | 0,929            | 0                 | 62:43       |
| Källa:       |               |            |               |                  |                   |             |

#### New York Rangers

##### Utespelare
| Spelare               | Mål | Assists | Poäng | +/− | Utvisningsminuter | Skott | Vunna tekningar (%) | Tacklingar | Tid på isen |
| --------------------- | --- | ------- | ----- | --- | ----------------- | ----- | ------------------- | ---------- | ----------- |
| J.T. Miller           | 1   | 1       | 2     | +1  | 0                 | 2     | 50                  | 2          | 17:30       |
| Paul Carey            | 1   | 0       | 1     | +1  | 0                 | 1     | 100                 | 3          | 9:50        |
| Michael Grabner       | 1   | 0       | 1     | +1  | 0                 | 4     | 0                   | 0          | 17:04       |
| Jesper Fast           | 0   | 1       | 1     | +1  | 0                 | 2     | 0                   | 2          | 12:29       |
| Kevin Hayes           | 0   | 1       | 1     | +1  | 2                 | 5     | 59                  | 0          | 18:11       |
| Cristoval Nieves      | 0   | 1       | 1     | +1  | 0                 | 2     | 30                  | 2          | 10:50       |
| Kevin Shattenkirk     | 0   | 1       | 1     | 0   | 0                 | 3     | —                   | 0          | 18:11       |
| Mats Zuccarello Aasen | 0   | 1       | 1     | -1  | 0                 | 2     | 67                  | 1          | 18:31       |
| Pavel Butjnevitj      | 0   | 0       | 0     | 0   | 0                 | 2     | —                   | 1          | 11:31       |
| David Desharnais      | 0   | 0       | 0     | 0   | 0                 | 2     | 13                  | 0          | 14:15       |
| Nick Holden           | 0   | 0       | 0     | 0   | 2                 | 0     | —                   | 2          | 19:13       |
| Ryan McDonagh         | 0   | 0       | 0     | 0   | 2                 | 2     | —                   | 4          | 25:15       |
| Rick Nash             | 0   | 0       | 0     | -1  | 0                 | 2     | —                   | 3          | 16:41       |
| Brady Skjei           | 0   | 0       | 0     | +1  | 0                 | 3     | —                   | 3          | 20:34       |
| Brendan Smith         | 0   | 0       | 0     | 0   | 2                 | 2     | —                   | 1          | 15:41       |
| Marc Staal            | 0   | 0       | 0     | +1  | 0                 | 2     | —                   | 2          | 22:34       |
| Jimmy Vesey           | 0   | 0       | 0     | 0   | 0                 | 4     | 100                 | 1          | 15:17       |
| Mika Zibanejad        | 0   | 0       | 0     | -1  | 0                 | 2     | 50                  | 1          | 15:41       |
| Källa:                |     |         |       |     |                   |       |                     |            |             |

##### Målvakt
| Spelare          | Skott mot sig | Räddningar | Insläppta mål | Räddningsprocent | Utvisningsminuter | Tid på isen |
| ---------------- | ------------- | ---------- | ------------- | ---------------- | ----------------- | ----------- |
| Henrik Lundqvist | 33            | 31         | 2             | 0,939            | 0                 | 62:43       |
| Källa:           |               |            |               |                  |                   |             |